# Inuyasha: The Secret of the Cursed Mask
Inuyasha: The Secret of the Cursed Mask, conosciuto in Giappone come Inuyasha: The Cursed Mask (犬夜叉 呪詛の仮面?, Inuyasha: Juso no Kamen), è un videogioco di ruolo alla giapponese sviluppato e pubblicato dalla Bandai per PlayStation 2 e basato sulla serie manga ed anime Inuyasha. È uscito il 18 marzo 2004 in Giappone, e il 2 novembre dello stesso anno in America del Nord.

## Trama
La trama si svolge in un imprecisato periodo delle vicende dell'anime, più o meno subito prima della saga del Monte Hakurei, ma segue un filone narrativo differente.
Il protagonista, che può essere un ragazzo o una ragazza, può essere scelto dal giocatore all'inizio del gioco; tuttavia, da alcuni indizi si può intendere che il ruolo fosse stato pensato principalmente per una ragazza. Le due storie sono praticamente identiche, ma per comodità in questo riassunto si farà riferimento alla vicenda del protagonista femminile, Kaname.
Kaname è l'ultima discendente della dinastia dei Kururugi, che gestiscono il tempio di famiglia nella periferia di Tokyo; nonostante vada già alle scuole superiori, a differenza di molte sue amiche non ha ancora trovato un ragazzo, e si domanda se, con il carattere timido che si ritrova, ci riuscirà mai.
La sera in cui al tempio si tiene l'annuale festival dedicato alla leggenda di due mitici innamorati la ragazza viene mandata a fare una commissione nel magazzino, ma calpestando inavvertitamente un simbolo magico tracciato sul pavimento viene inghiottita da un vortice di luce e spedita nell'Epoca Sengoku.
Mentre cerca di capire cosa le sia successo viene attaccata dagli abitanti di un vicino villaggio, che la scambiano per un demone; fuggendo, si imbatte in un demone vero, e senza sapere come lo distrugge sprigionando una fortissima luce. Dopo poco viene trovata da Inuyasha, che la porta con sé al villaggio di Kaede dove conosce Kagome e Shippo. Il tentativo di Kagome e Inuyasha di rimandare a casa Kaname attraverso il pozzo si rivela infruttuoso, in quanto per qualche motivo la ragazza non riesce a servirsene.
Seguendo i consigli della vecchia Kaede, i quattro si dirigono verso il villaggio di Akebi, da dove provenivano gli uomini che hanno aggredito Kaname, nella speranza di trovare qualche indizio. Una volta lì scoprono che un demone ha rapito e ucciso molte ragazze del villaggio, quindi si dirigono al vecchio tempio fuori del villaggio per stanarlo. Il demone però tende loro una trappola e cattura Inuyasha, Kagome e Shippo, ma i tre vengono salvati dal misterioso potere di Kaname che prima li libera e poi li aiuta a distruggere il mostro.
Tornati ad Akebi per comunicare la morte del demone i quattro incontrano Kakuju, un vecchio monaco che rivela a Kaname che il potere di cui dispone è quello degli shikigami, e che con il procedere del tempo riuscirà a dominarlo in modo sempre maggiore.
Poco dopo essere tornata al villaggio di Kaede, Kaname incontra un uomo che si dice convintissimo di averla già vista nella città di Kasasagi, così lei e i suoi amici si dirigono a Kasasagi. Appena arrivati, però, i quattro scoprono che Kaname è ricercata per ordine del capo della città, che a sua volta è stato consigliato a procedere in questo modo da Kagura, la servitrice di Naraku, che si è finta un'inviata del governatore.
Con un trucco Kaname e gli altri riescono ad entrare nella villa del capovillaggio e a sconfiggere Kagura, ma prima che possano interrogarla sul perché delle sue azioni la donna viene portata in salvo da un misterioso individuo mascherato di nome Utsugi.
Tornati di nuovo al villaggio di Kaede i quattro si ritrovano con Sango e Miroku, e il gruppo si rimette subito in viaggio alla volta del castello del governatore dove dovrebbe nascondersi Kagura. Al villaggio di Tsusumi però Inuyasha e gli altri si trovano davanti ad una strada chiusa, ma grazie all'aiuto indiretto di Kohaku Kaname trova un passaggio in grado di aggirare la frana che blocca la strada e permettere così di continuare verso il castello. Nella stessa occasione Kagura tenta ancora una volta di catturare Kaname, dimostrando una volta di più che Naraku sembra avere un interesse speciale per la protagonista.
Dopo una breve sosta in una villa abitata da donne-demoni il gruppo arriva al villaggio che circonda il castello, e parlando con gli abitanti vengono a sapere che da qualche tempo tutti coloro che si recano nel castello scompaiono misteriosamente. Grazie all'aiuto del capovillaggio di Kasasagi, ravvedutosi nei confronti di Kaname, il gruppo riesce ad entrare nel castello, scoprendo come immaginavano che è infestato dai demoni di Naraku.
Arrivati in cima al castello Inuyasha e gli altri affrontano Naraku e Ustugi, ma la potenza di Naraku, unita alla barriera che lo difende, mette al tappeto il gruppo con un solo attacco; i sei amici vengono salvati in extremis da Yukimura, il capo dei samurai del principe, che riesce ad aprire un passaggio segreto a prezzo della vita sua e dei suoi uomini.
Il gruppo si risveglia al villaggio di Rindo, e qui Kaname incontra nuovamente Kakuju, che le dice che l'unico modo per distruggere la barriera di Naraku è potenziare i suoi shikigami usando l'energia di un Frutto Magatama che cresce in cima al vicino Monte Houoh. Recuperato il frutto e appreso un nuovo potere Kaname e i suoi compagni fanno ritorno al castello, che nel frattempo ha espanso la sua aura demoniaca sull'intero centro abitato.
Facendosi strada tra orde di demoni i sei raggiungono nuovamente il castello, ma sono costretti a separarsi per cercare di depistare i continui assalti dei samurai non-morti che infestano l'edificio. Rimasta sola, Kaname viene salvata da Sesshomaru, arrivato al castello insieme a Jaken per combattere a sua volta contro Naraku.
Alla fine, dopo essersi ritrovati, Inuyasha e gli altri si rendono che Naraku se n'è già andato da tempo, lasciando Yukimura, diventato a sua volta un samurai non-morto, a guardia del castello. I sei, a malincuore, lo uccidono, liberando la sua anima assieme a quella di tutti gli altri non-morti.
Seguendo la presenza di Naraku il gruppo arriva al villaggio di Ayame, situato al confine del territorio dei demoni-lupo, e avventuratisi nel territorio di questi vengono attaccati da Koga che vuole uccidere Kaname essendo lei, a quanto pare, la responsabile dell'aggressione ed uccisione di molti dei suoi compagni.
Dimostrata la propria innocenza, grazie anche all'aiuto di Kagome, Kaname si mette alla ricerca del vero colpevole, e avventuratasi con gli altri nella palude attigua al villaggio si imbatte dopo poco in Kagura e Utsugi. Nel bel mezzo dello scontro Inuyasha riesce a strappare la maschera ad Utsugi, rivelando, a sorpresa, che il nemico ha lo stesso volto di Kaname; Kagura, vedendosi in difficoltà, decide di battere in ritirata, ma nella fuga porta via con sé, inavvertitamente e senza rendersene conto, Kaname, scambiandola per Utsugi.
Tornata al castello di Naraku, e spacciandosi per Utsugi, Kaname riceve da Naraku, che intanto ha iniziato ad evolversi in un nuovo corpo, l'incarico di catturare Rin, per costringere Sesshomaru ad uno scontro diretto. Kaname raggiunge quindi Rin e Sesshomaru, finendo involontariamente per favorire la cattura della bambina per opera di Kagura, ma una volta ritornata al castello viene smascherata dalla vera Utsugi che la sconfigge e la chiude in prigione. Kaname riesce tuttavia a scappare dalla cella assieme a Rin e a distruggere il cristallo che tiene in piedi la barriera di Naraku attorno al castello, e poco dopo la ragazza viene raggiunta sia da Sesshomaru, arrivato per salvare Rin, sia da Inuiasha e dal resto dei gruppo, condotti lì da Utsugi che a sua volta si spacciava per Kaname. Il piano di Naraku è quello di eliminare tutto il gruppo in una volta sola, ma nella battaglia che ne segue il demone viene sconfitto e deve ritirarsi.
Kagome suggerisce di fare ritorno dalla vecchia Kaede per cercare di scoprire dove Naraku possa essersi nascosto; al villaggio Kaname incontra nuovamente Kakuju, che le suggerisce di recarsi al villaggio di Minamo, dove da qualche tempo molte persone stanno sparendo misteriosamente.
Durante la sosta al villaggio di Minamo, Kaname deve fare i conti con i sentimenti che da qualche tempo influenzano il suo vivere all'interno del gruppo, e in particolare con uno dei suoi compagni (quale di questi è determinato dal tempo trascorso con uno di loro durante le pause tra una missione e l'altra). Il suo meditare è interrotto da Mahoro, il demone responsabile delle sparizioni nel villaggio, che ha la capacità di tramutarsi nella persona alla quale la sua vittima è maggiormente legata. Kaname riesce a vincere grazie all'aiuto della persona in questione, ma poi, vinta dalla paura e dal rimorso, scappa, finendo proprio tra le braccia di Utsugi che cerca di assorbire la sua anima con l'aiuto di Kanna. All'ultimo viene però salvata da Kikyo, e poco dopo raggiunta dai suoi compagni, i quali apprendono dalla sacerdotessa che Naraku molto probabilmente si è diretto verso l'Isola di Asagiri.
Il gruppo raggiunge quindi l'isola, ma entrati nella caverna dove si nasconderebbe Naraku finiscono nella trappola tesa da uno dei suoi demoni dalla quale però vengono tratti in salvo grazie all'inaspettato aiuto di Kagura. La donna, infatti, ha deciso di tradire il suo signore, dal momento che ha capito che il suo destino rimanendo al fianco di Naraku sarebbe quello di morire, come tutti coloro che hanno esaurito il proprio compito. Kagura uccide Naraku, ma si tratta solo di una bambola animata e la donna viene punita per il suo tradimento con la morte dal vero Naraku. Il nemico, oltretutto, ha accresciuto enormemente i propri poteri, tanto da rendere vani i poteri anti-barriera di Kaname, ma grazie all'aiuto di Kikyo la barriera viene nuovamente infranta e il gruppo, dopo un durissimo scontro, ha la meglio, riuscendo all'apparenza ad uccidere Naraku.
Con la morte di Naraku i membri del gruppo sono liberi di ricominciare le loro vite, e Kaname, che non ha ancora trovato il modo per tornare a casa, decide di mettersi alla ricerca di una soluzione da sola, non volendo guastare la ritrovata serenità dei suoi amici.
Messasi alla ricerca di Utsugi per conto proprio finisce però tra le mani di un potentissimo demone, ma riesce a salvarsi grazie all'aiuto dei suoi compagni, che non vogliono abbandonarla; il demone sconfitto, però, emana l'odore di Naraku, il che significa che il nemico è probabilmente ancora vivo. Con l'aiuto di Koga Kaname e gli altri, sempre alla ricerca di Utsugi, scoprono un passaggio segreto sul Monte Houoh che li conduce dapprima in una valle piena di inquietanti bambole animate con le fattezze di Kaname e quindi al villaggio di Kururugi, dove si trova il tempio che nel futuro sarà guidato dalla famiglia di Kaname.
Interrogando gli abitanti del villaggio il gruppo viene a sapere che le bambole di legno che infestano la valle hanno qualcosa a che fare con il vecchio monaco superiore del tempio, che si rivela essere niente meno che Kakuju. Kaname e gli altri lo ritrovano e, su sua richiesta, lo portano a Kururugi, ma una volta qui l'anziano viene ferito a morte da una delle bambole. Prima di morire Kakuju rivela che le bambole sono state il suo tentativo di creare un feticcio con le sembianze della sua adorata moglie, Utsugi appunto, morta di parto, e che l'Utsugi attuale è stata l'ultimo e più riuscito di questi tentativi; da qui, la somiglianza tra Kaname e Utsugi, che è di fatto una sua antenata. Utsugi ora vuole diventare umana a tutti gli effetti, e per riuscirci vuole usare l'arte segreta dei Kururugi; quello che le serve sono un frammento della sfera e l'anima di un suo consanguineo, da qui la scelta di portare Kaname indietro nel tempo. Kakuju infine muore consegnando a Kaname un amuleto da dare ad Ustugi come prova del suo amore per lei.
Il gruppo ritrova dunque Utsugi; la donna, cercando di assorbire l'anima di Kaname, assorbe invece quella di Kakuju racchiusa nell'amuleto, ma subito dopo Naraku usa il frammento, che aveva precedentemente corrotto, per assorbirla e tornare in vita. Stavolta Naraku sembra davvero invincibile, ma Utsugi, pentita del male commesso, con le sue forze residue indebolisce Naraku quel tanto che basta per permettere al gruppo di sconfiggerlo. Liberata da Naraku, Utsugi muore come aveva sempre voluto, da essere umano, felice di sapere che Kakuju l'amava ancora e di potersi finalmente ricongiungere a lui.
Con la morte di Utsugi l'incantesimo che legava Kaname all'epoca Sengoku si dissolve e la ragazza, salutati i suoi compagni, ritorna nel suo tempo, alla notte della celebrazioni, che capisce essere in ricordo dell'amore tra Utsugi e Kakuju.